# ألماس محمد باشا
ألماس محمد باشا (بالتركية الحديثة: Elmas Mehmed Paşa) ـ (1661 ـ 11 سبتمبر 1697) هو سياسي عثماني شغل منصب الصدر الأعظم في عهد السلطان مصطفى الثاني، في الفترة من 2 مايو 1695 إلى وفاته في 11 سبتمبر 1697. اشتهر بالوسامة، ومن هنا جاء لقبه «ألماس».

## بواكير حياته
كان ألماس محمد باشا تركيًا من طوغانيورت (التي تقع بمحافظة قسطموني الحالية في تركيا)، وكان أبوه قبطانًا حربيًا في عهد السلطان محمد الرابع. بدأ العمل في البلاط العثماني بطلب من السلطان، وكان من السياسيين العثمانيين القلائل الذين تبوؤوا مناصب رفيعة في سن صغيرة، ففي عهد السلطان أحمد الثاني عُين نيشانجيًا سنة 1688، ثم عُين وزيرًا سنة 1689.

## صدارته العظمى
مرت الدولة العثمانية بسلسلة من الهزائم العسكرية أثناء حرب الحلف المقدس، في أعقاب حصار فيينا الثاني سنة 1683، الذي أعدم على أثره الصدر الأعظم قرة مصطفى باشا. تعاقب على منصب الصدر الأعظم بعد مصطفى باشا 11 صدرًا أعظم في فترة وجيزة امتدت بين عامي 1683 و1695. وفي 2 مايو 1695 قام السلطان مصطفى الثاني بتعيين ألماس محمد باشا صدرًا أعظم، فأظهر كفاية بالمقارنة بسابقيه، ونجح ـ مع السلطان ـ في الانتصار على إمبراطورية هابسبورغ في معركتين هما معركة لوغوس ومعركة أولاش.
إلى جانب مقدرته الحربية، حاول ألماس محمد باشا إصلاح الخزانة العثمانية. وكان الاقتصاد العثماني في القرن السابع عشر يعاني من انخفاض قيمة العملة، فقام محمد باشا بجمع كميات كبيرة من العملات المعدنية (ومنها عملات أوروبية) وسك عملات ذهبية وفضية جديدة باسم السلطان مصطفى الثاني.

### معركة زانطة ومصرعه
في 11 سبتمبر 1697، وقعت معركة زانطة التي لقي محمد باشا حتفه فيها. وكان أحد ضباط محمد باشا قد وقع في أسر جيوش الهابسبورغ قبيل المعركة، فعرف منه الأمير أوجين أمير سافوي تفاصيل خطة العثمانيين، وتمكن من مباغتة الجيش العثماني أثناء عبوره جسرًا على نهر تيسا. وعبثًا حاول محمد باشا قيادة انسحاب منظم لجيشه الذي أربكته المفاجأة، فقُتل مختنقًا في المعمعة على أيدي جنوده. وبعد عامين من هذه الهزيمة اضطرت الدولة العثمانية إلى توقيع معاهدة كارلوفجة، التي خسرت بموجبها أراضي المجر.